# Кведа Сазано
Кведа Сазано (груз. ქვედა საზანო) — село в Грузії.
За даними перепису населення 2014 року в селі проживає 1334 особи.